# SEAT IBE
SEAT IBE – trzydrzwiowy, elektryczny samochód koncepcyjny zaprezentowany w pierwszej wersji na salonie samochodowym w Paryżu w 2010 roku oraz w drugiej wersji zaprezentowanej w tym samym roku na salonie w Genewie.

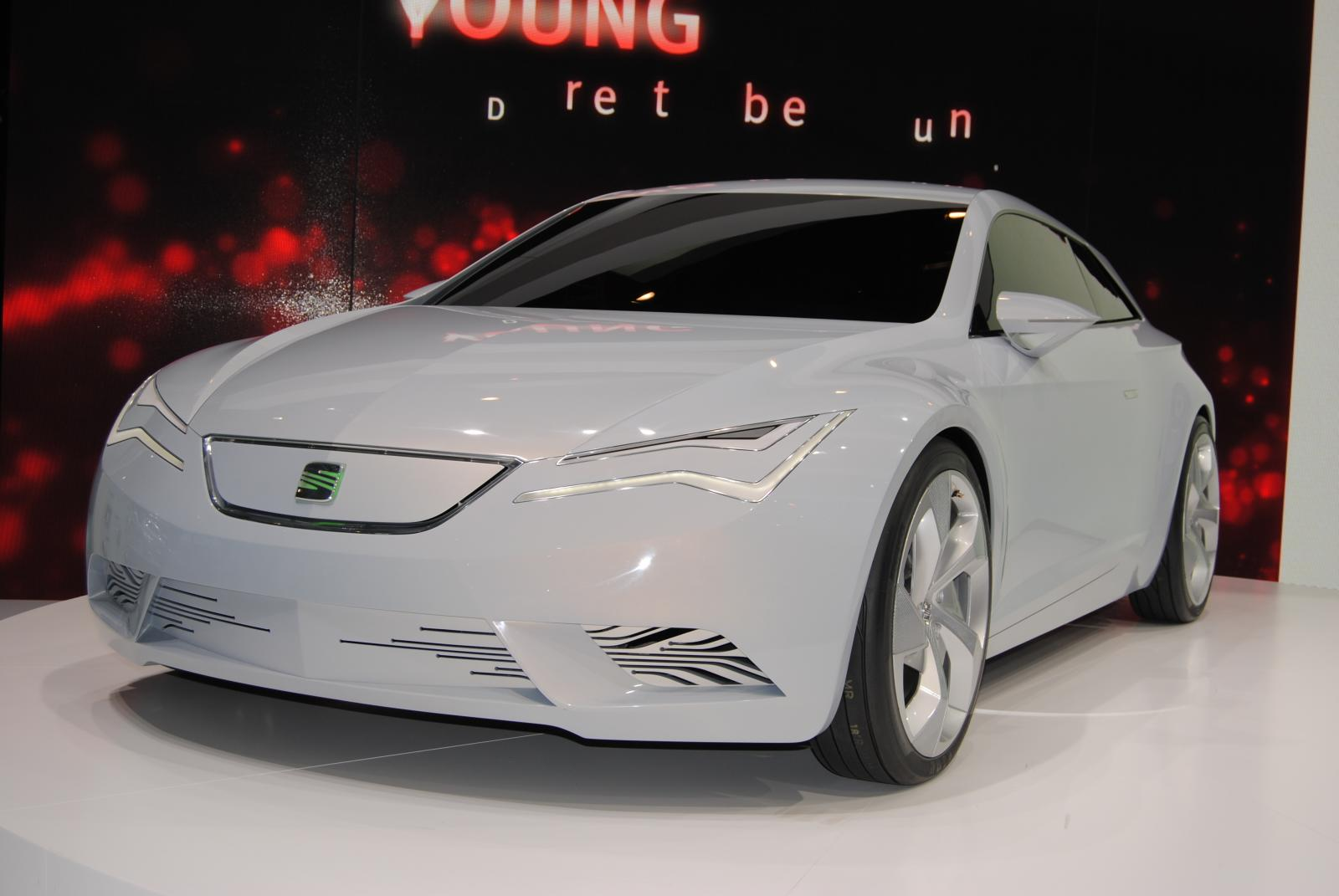
SEAT IBE w drugiej wersji z salonu w Genewie

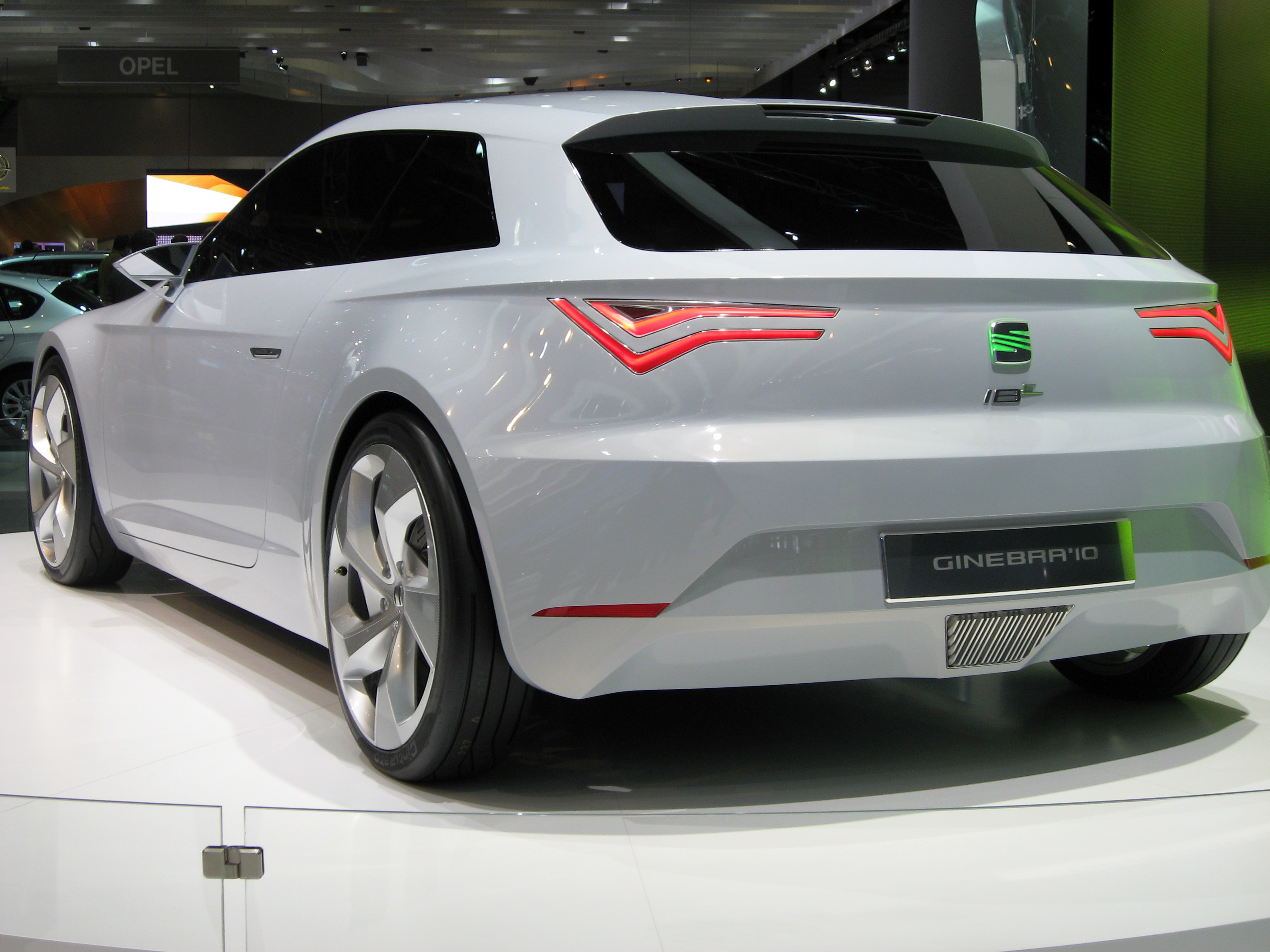
Tył SEATa IBE w drugiej wersji z salonu w Genewie

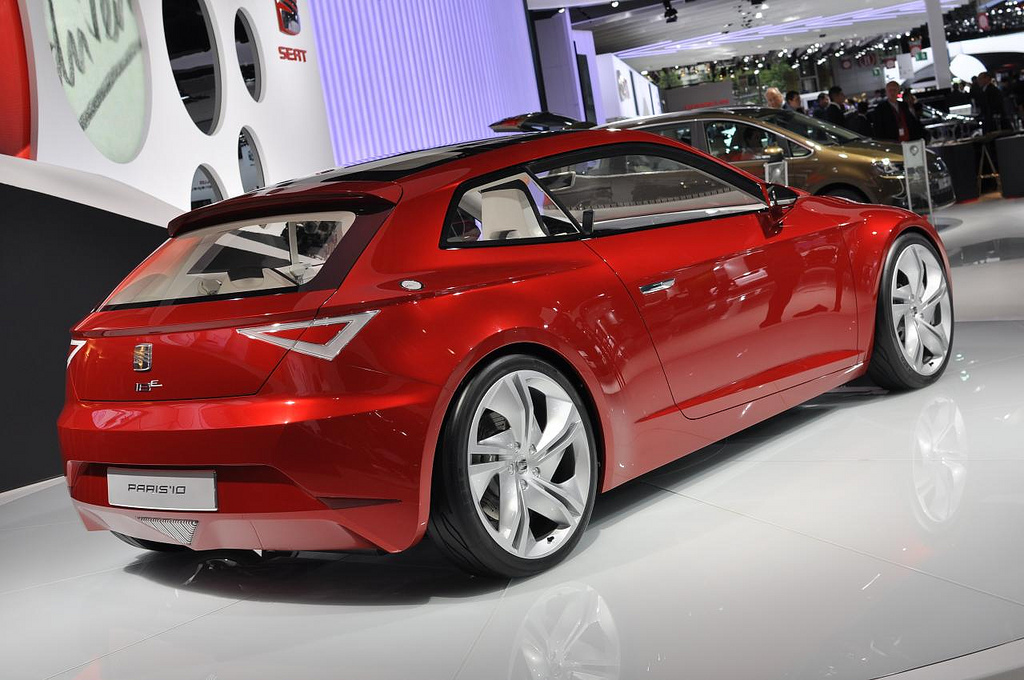
Tył SEATa IBE w pierwszej wersji z salonu w Paryżu

Podczas salonu w Paryżu opinia publiczna dowiedziała się o najnowszym koncepcie IBE między innymi to, że sportowy samochód napędza silnik elektryczny o mocy 102 KM (200 Nm). Auto ważące około tony rozpędza się do 160 km/h i posiada zasięg 130 km. W aucie usiąść mogą cztery osoby, przy czym na tylnych siedzeniach najwyżej dzieci.
W drugiej wersji zaprezentowanej podczas salonu w Genewie autu nadano obłych kształtów oraz nadano oświetlenie w technologii LED. Duże nadwozie z długą i nisko poprowadzoną maską silnika osadzono na 19-calowych kołach. W pojeździe zamontowano oprogramowanie do smartfonów, dzięki któremu kierowca może kontrolować parametry pojazdu m.in. poziom naładowania baterii oraz bezprzewodowe połączenie z systemem audio.